# Academia Militar de Homs
La Academia Militar de Homs es una institución centrada en la educación y el entrenamiento militar localizada en Homs, Siria.

## Historia
La academia se fundó en 1933 por Francia durante el Mandato francés de Siria y el Líbano. Es la academia militar más grande y antigua del país, y muchos de sus alumnos han desempeñado importantes cargos, como los presidentes de Siria Hafez y Bashar al-Asad.
Inicialmente, la academia era principalmente para oficiales de infantería, mientras que los graduados que elegirían otros servicios continuaban con su entrenamiento adicional en otras escuelas especializadas. Algunos graduados serían seleccionados a menudo para una academia militar en la Unión Soviética.

### Guerra Civil Siria
El 23 de julio de 2011, durante los meses iniciales de la Guerra Civil Siria, se informó que partidarios de la oposición habían hecho explotar dos explosivos en la academia, y más tarde se habían escuchado disparos por todo el recinto. Un número desconocido de víctimas fueron recogidas y llevadas a un hospital militar.
El 30 de agosto de 2013 se informó que, para prevenir un posible ataque aéreo por parte de los Estados Unidos (tras el ataque con armas químicas en Guta, que el país americano atribuye al gobierno de Asad) se decidió evacuar la academia y trasladar su material militar. Mientras, 2.500 soldados se trasladaron a la universidad.
El 5 de octubre de 2023 ocurrió un ataque con drones cargados de explosivos en la academia, según el Observatorio Sirio de Derechos Humanos el bombardeo mato a 112 personas, de los cuales 21 eran civiles y dejó 125 heridos. Mientras que el gobierno sirio a través del Ministerio de Salud reclama que el ataque mato a 89 personas y dejó a 277 heridas. El ataque ocurrió durante una ceremonia de promoción de oficiales militares.

## Alumnos notables
- Ali Aslan
- Bashar al-Asad
- Hafez al-Asad
- Luai al-Atassi
- Salah Jadid
- Ghazi Kanaan
- Fawzi Selu
- Manaf Tlass
- Mustafá Tlass